# C/1844 Y1
 C/1844 Y1 lub Wielka Kometa z roku 1844 – kometa długookresowa, którą można było obserwować gołym okiem w 1844 roku. Prawdopodobnie wróci w okolice Słońca.

## Odkrycie i obserwacje komety
Kometę zaobserwowano po raz pierwszy 17 grudnia 1844 roku. 14 grudnia tegoż roku przeszła ona przez peryhelium swej orbity (jeszcze przed odkryciem).

## Orbita komety
C/1844 Y1 porusza się po orbicie w kształcie bardzo wydłużonej elipsy o mimośrodzie 0,999. Peryhelium znajdowało się w odległości 0,25 j.a. od Słońca. Nachylenie jej orbity do ekliptyki wynosi 45,6˚.